# Усадьба Алькветтерн
Усадьба Алькветтерн (швед. Alkvetterns herrgård) — усадьба в Алькветтерне (швед. Alkvettern), в муниципалитете Стурфош (швед. Storfors kommun) в провинции Вермланд.
В начале 1600-х годов усадьба принадлежала роду Риббинг, позже принадлежал Элиасу Ларссону Линроту.  Среди более поздних владельцев — рода Гейерштам, Митандер, Сундин. С 1865 года усадьбой владела компания Alkvetterns AB. В 1912 году она была приобретена целлюлозно-бумажной компанией Katrinefors AB. С 1970-х годов усадьба принадлежит частным лицам. 